# Resolució 1402 del Consell de Seguretat de les Nacions Unides
La Resolució 1402 del Consell de Seguretat de les Nacions Unides fou adoptada el 30 de març de 2002. Després de recordar resolucions 242 (1967), 338 (1973), 1397 (2002) i els principis de la Conferència de Pau de Madrid, el Consell va demanar un alto el foc immediat i significatiu entre Israel i l'Estat de Palestina durant l'Operació Escut Defensiu. Es va adoptar després de 12 hores de consultes.
El Consell de Seguretat va expressar la seva preocupació pel deteriorament de la situació a la regió, inclosos els bombardejos suïcides a Israel i un atac a la seu del President de l'Autoritat Palestina. Es va instar a ambdues parts a avançar cap a un alto el foc significatiu; la retirada de tropes israelianes de ciutats palestines; i la plena cooperació amb l'Enviat especial Anthony Zinni i altres en la implementació del pla de treball de seguretat de Tenet.
El Consell va reiterar la seva demanda de cessament immediat de tota violència i va expressar el seu suport al Secretari General Kofi Annan i als enviats especials al Pròxim Orient per esforços per reprendre el procés de pau.
La resolució 1402 va ser aprovada per 14 vots a favor i Síria que no va participar en la votació, la primera vegada que un país ho havia fet en 40 anys. El representant sirià va dir que el text de la resolució era similar al de la Resolució 1397 en l'aprovació de la qual es va abstenir, ja que es negava a condemnar Israel i va ignorar els esforços d'un país àrab.
La resolució actual no va ser implementada i la Resolució 1403 va exigir la seva implementació.